# Weimaraner
Der Weimaraner ist eine von der FCI anerkannte deutsche Hunderasse (FCI-Gruppe 7, Sektion 1.1, Standard Nr. 99).

## Herkunft und Geschichtliches
Über die Entstehung des Weimaraner Vorstehhundes gibt es zahlreiche Theorien. Fest steht nur, dass der Weimaraner Anfang des 19. Jahrhunderts am Hof zu Weimar von Großherzog Karl August von Sachsen-Weimar-Eisenach (1757–1828) gehalten wurde. Ab etwa 1890 wird die Rasse planmäßig gezüchtet (zunächst fast ausschließlich in Thüringen) und zuchtbuchmäßig erfasst. 1897 wurde der Verein zur Reinzucht des silbergrauen Weimaraner-Vorstehhundes gegründet, aus dem der heutige deutsche Rasseclub hervorging.

## Beschreibung
Der Weimaraner ist ein auffälliger, bis 70 cm großer und 40 kg schwerer Hund, der heute noch hauptsächlich jagdlich, seltener als reiner Begleithund geführt wird. Charakteristisch ist das silber-, reh- oder mausgraue Fell und die hell bis dunkel bernsteinfarbenen Augen, die im Welpenalter himmelblau sind. Die Ohren sind breit und ziemlich lang, etwa den Mundwinkel erreichend, hoch und schmal angesetzt, unten spitz abgerundet. Gezüchtet wird er in zwei Schlägen mit unterschiedlicher Fellstruktur:
- Kurzhaar: Mittelkurzes, kräftiges, sehr dichtes, glatt anliegendes Deckhaar. Ohne oder mit geringer Unterwolle.
- Langhaar: Weiches, langes Deckhaar mit oder ohne Unterwolle. Glatt oder leicht wellig. Gute Federn und Hosen.

Das Merkmal der Langhaarigkeit wird rezessiv vererbt, es gibt also kurzhaarige Weimaraner, die Langhaarigkeit vererben. Langhaarweimaraner waren in der Zucht lange Zeit unerwünscht und wurden als Welpen getötet. Erst 1936 wurde „Illo vom Hipkendahl Nr. 1468“ in das Zuchtbuch aufgenommen. 1935 schon wurde z. B. bei „Tell Stranzendorf“ (Eigentümer der spätere Präsident des österreichischen Weimaraner-Vereins R. Pattay) bzw. „Traute“ (des Küstenfischers und Jägers Johann Linneberg aus Neuharlingersiel, also in ganz anderen Regionen) die besondere Jagdeignung festgestellt.
Der Weimaraner wird auch von anderen Zuchtverbänden anerkannt, darunter American Kennel Club und The Kennel Club im Vereinigten Königreich. Deren Standards weichen von dem der FCI ab. So beschreibt beispielsweise der KC die Augenfarbe als bernstein- oder blau-graufarben, der AKC sie als hell bernsteinfarben, grau oder blaugrau.

## Verwendung
Der Weimaraner ist ein vielseitiger, anhänglicher Jagdhund mit ausdauernder, nicht allzu temperamentvoller Suche. Geschätzt werden seine hervorragende Nase sowie seine Wild- und Raubzeugschärfe. Der Hund ist besonders geeignet für die Arbeit nach dem Schuss (Schweißhund, Verlorenbringen usw.). Es gibt Weimaraner, die als Therapiehunde eingesetzt werden.

## Zucht

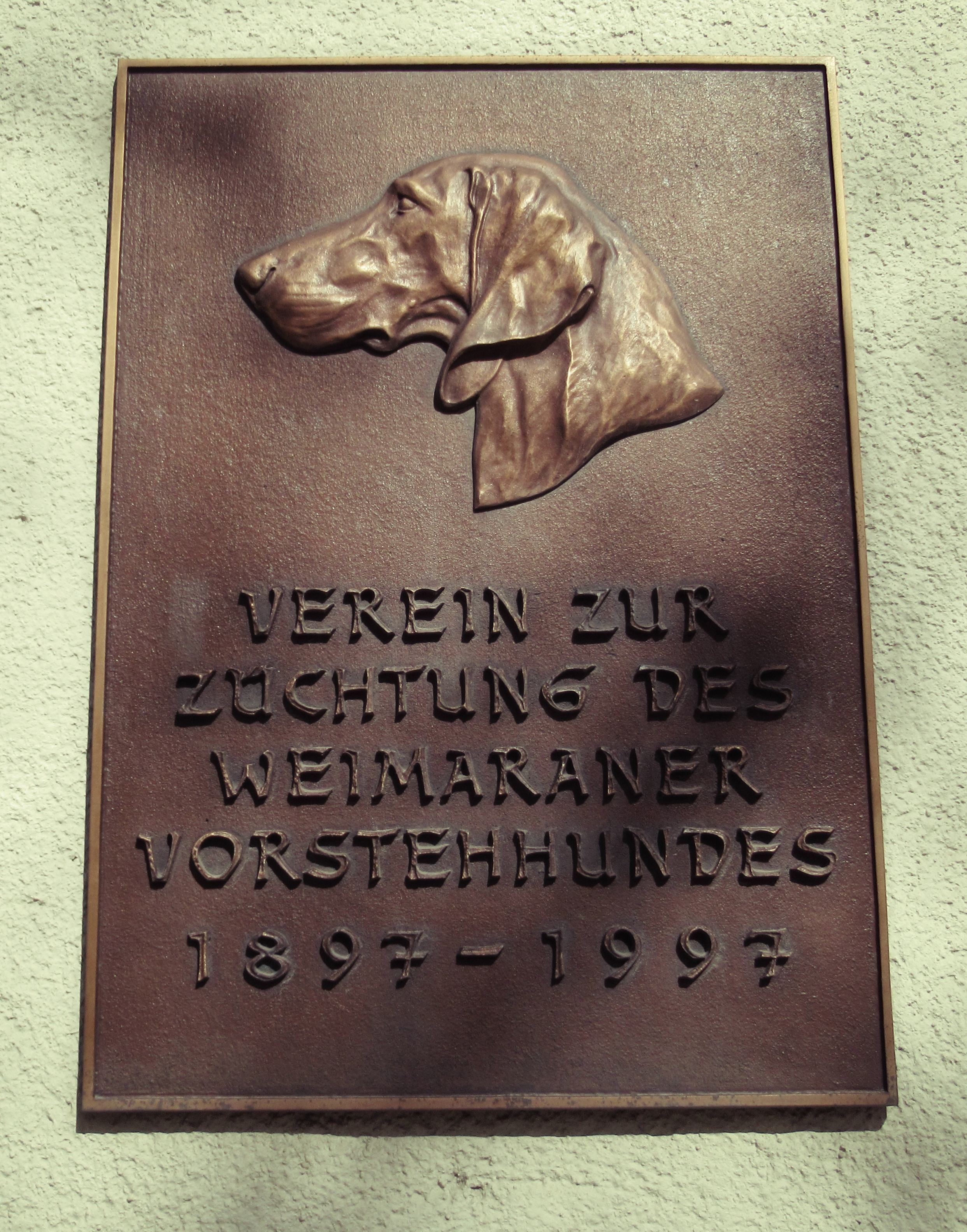
Gedenktafel in Weimar anlässlich des 100-Jahr-Jubiläums der Gründung des Vereins zur Züchtung des Weimaraner Vorstehhundes

Weil Deutschland das Ursprungsland der Weimaraner ist, entwickelt der Zuchtverband im Verband für das Deutsche Hundewesen (VDH) auch den Rassestandard, der von der FCI veröffentlicht wird. Daher werden von Sport- und Zuchtvereinen, die zur FCI gehören, für in Deutschland geworfene Welpen ausschließlich die von ihm ausgestellten Ahnentafeln anerkannt.
In der Zuchtperiode 2017 sind im VDH insgesamt 482 Welpen registriert worden. Hunde, die zur Zucht zugelassen werden sollen, müssen – neben den vorbezeichneten Papieren – zahlreiche Auflagen erfüllen: Hierzu gehört neben dem rein Äußeren auch der Nachweis entsprechender Jagdprüfungen, ein Wesenstest und eine Untersuchung auf Hüftgelenksdysplasie. Darüber hinaus wird kontrolliert, dass keine Verpaarungen von zu nahen Verwandten vorgenommen werden, damit das Risiko von Inzuchtdepression möglichst verringert wird.
Die im deutschen Weimaraner Klub gezüchteten Hunde werden von den meisten Züchtern nur an Jäger abgegeben. Da es sich beim Weimaraner um einen Jagdgebrauchshund handelt, erfolgt die Zuchtselektion in diesem Verein nicht nur nach Schönheit, sondern auch nach Leistung, Wesen und Gesundheit. In Ländern, in denen die Eignung als Jagdhund keine Zuchtvoraussetzung ist, wird auf das Exterieur, also auf ein dem Rassestandard möglichst nahekommendes äußeres Erscheinungsbild, hin gezüchtet.
Es gibt seit einigen Jahren zunehmende Tendenzen, den Weimaraner außerhalb des Weimaraner-Klubs zu züchten. Ursache dafür ist die nach wie vor rigide Abgabepraxis der in diesem Club organisierten Züchter, während die Entwicklung des Weimaraners zum Modehund die Nachfrage nach Welpen bei nicht an der Jagd interessierten Käufern ansteigen lässt. Die entstandene „Parallelzucht“ unterliegt nicht der Kontrolle eines Dachverbandes.

## Weimaranerplatz
Im Weimarer Ortsteil Schöndorf gibt es seit dem 1. April 1998 einen nach dieser Hunderasse benannten Platz. Diese Hunde wurden nach dem Bedarf des Großherzogs Carl August im Großherzogtum Sachsen-Weimar-Eisenach gezüchtet. Er liegt an der Ernst-Busse-Straße im Bereich der Schillerhöhe und Wilhelm-Bock-Straße.